# 福島競馬実況中継
福島競馬実況中継（ふくしまけいばじっきょうちゅうけい）は、ラジオ福島が福島競馬開催時に放送している競馬のラジオ番組。

## 概要
福島競馬場で開催される期間（原則4月、6-7月、11月）の午後のレースを実況中継している。

rfcが競馬中継の自社制作に乗り出したのは1971年（昭和46年）10月の開催からで、それ以前は福島開催時でも日本短波放送（NSB、現・日経ラジオ社）『中央競馬実況中継』のネット受けを行っていた。福島競馬の実況はrfcのアナウンサーが担当し、それ以外の競馬場の競走の実況はラジオNIKKEIから供給を受けて使用している。

解説は福島民報の競馬記者と、2012年開催まではダービーニュースのトラックマンが担当していたが、同紙が2013年3月31日付紙面限りで休刊となったため、同年の開催からは日刊競馬のトラックマンが担当している。
2016年第3回開催時まではそれぞれの放送支局によって放送時間が異なっており、13:00 - 15:00までは福島競馬場所在地の福島本局のみ完全中継となり、その他の地域（郡山・会津若松・いわき・原町の各放送支局とradiko）では、同時間帯に放送されていたワイド番組の中でレース実況部分のみ生中継され、払戻金等は自社制作のワイド番組内で案内。15:00 - 16:25は全放送支局での放送となっていた（以前は福島以外の各支局は全編放送しなかったこともあった）が、2017年第1回開催時からは福島本局を含む全放送局で13:00からの放送となった。福島競馬が開催していない期間は「中央競馬実況中継」のタイトルで15:00 - 16:25に放送、全編ラジオNIKKEI第1放送のネットを受けている。

また、ラジオ福島の実況は競走の重要さ（主に重賞競走）に応じて他地域へネットされる。関東ではラジオ日本（RF、『競馬実況中継』）において第三場開催時の重賞競走が、関西ではMBSラジオ（『GOGO競馬サンデー!』）に日曜日のメインレースが、北海道ではSTVラジオ（『中央競馬実況中継』）に重賞競走中心がそれぞれネットされている。2023年からは主場開催時に限り、日曜日のメインレースを関東の文化放送（『鷲崎健のヒマからぼたもち』→『おとなりさんday』内中央競馬メインレース中継）へネットするようになった。2006年までは東北放送（TBCラジオ、サタデー・サンデー競馬実況中継）にもメイン競走の実況がネットされていたが、同番組のネット局変更にともない終了している。
2017年第2回開催時から、CM明け・レース発走前等のジングルや各コーナータイトルを一新した。

## 放送時間
2017年第1回開催時から
- 土曜・日曜 13:00 - 16:25[8]（全放送局）

2016年第3回開催時まで
- 土曜・日曜 13:00 - 16:25[8]（福島本局）
- 土曜・日曜 15:00 - 16:25[8]（郡山・会津若松・いわき・原町の各局）

※2012年4月より本格提供している「radiko」（インターネットラジオ）では、2016年までいわき放送支局のものを配信していたため、福島本局のみで放送されている序盤2時間の放送は聞くことができなかった。

## 出演者
放送スタッフは番組全体を取り仕切るメイン進行・オッズや着順などの読み上げを担当するサブ進行・パドック・実況の4人である。

### 現在
アナウンサー
佐久間以外はラジオ福島所属
- 小川栄一（実況・進行）
- 手塚伸一（同上[9]）
- 深野健司（同上）
- 石田久子（進行・パドック）
- 森本庸平（同上[10]）
- 佐久間順子（パドック）
- 大本愛惟（進行・パドック）

解説
日刊競馬所属のトラックマンは黒津がグリーンチャンネル『VANで勝ち馬』、小松がチバテレ『金曜競馬CLUB』、他はラジオNIKKEI『中央競馬実況中継』（第1放送）と兼務
- 志村竜一（日刊競馬、春・秋開催時・土曜正面）
- 小松真也（同上、春・秋開催時・日曜正面）
- 黒津伸一（同上、夏開催時・正面）
- 小木曽大祐（同上、夏開催時パドック）- BS11『BSイレブン競馬中継』も兼務
- 郡和之（同上）- 『BSイレブン競馬中継』も兼務
- 沢田美紀（同上、通年・パドック）
- 宮崎弘貴（同上、春・秋開催時・パドック）
- 高橋利明（福島民報、正面・パドック）

### 過去
- 鈴木秀喜=現・NST新潟総合テレビ
- 大和田新
- 八木志芳
- 西野智子

## 主なコーナー
（2017年3回福島競馬時点）

### 土曜日
- ここ掘れヒヒーン→うまい話にゃわけがある! - 主に土曜の競走の予想
- 長岡一也のうまうまパラダイス→長岡一也のうまパラ - 競馬に関する話題を紹介。従場開催時は電話出演。
- 明日は明日の馬が来る→明日のお馬さん予報 - 翌日の予想

### 日曜日
- 福島競馬ナイス情報→だって、福島競馬だもの - 主に福島競馬の予想。主場開催時は土・日ともに放送。
- スターホース探検隊→スパースターホース列伝 - クラシック候補馬の話題を中心に当日の特別競走の予想
- ネクストチャンス→競馬は続くよどこまでも - メインレースの回顧と次走の注目馬

### 土曜日・日曜日
- 今週の競馬ハイライト→今日のここ大事ですよ! - 今週の競馬の見どころをゆる～い感じで紹介
- メインでドン→メインでドンドンパ! - 各場メイン競走の予想

## 福島競馬開催時のレギュラー番組対応
現在は、『サンドウィッチマン ザ・ラジオショーサタデー』（土曜、2023年10月 - 、ニッポン放送制作）、『爆笑問題の日曜サンデー』（日曜、2011年4月 - 、TBSラジオ制作）を放送しているが、福島競馬開催期間中は上記の各番組は放送休止（福島競馬開催期間中に番組が入れ替わった場合は事実上初回放送日繰り下げ）となる。
2009年4月 - 2014年3月は土曜も『みのもんたのウィークエンドをつかまえろ』（文化放送制作）をネットしていた（日曜のネットも同時期から継続している）。同年度の土曜は自社製作で『Saturday Music Station 大人の部活project』（2014年5月 - 2015年3月）を放送し、2015年5月 - 2016年9月は『久米宏 ラジオなんですけど』（TBSラジオ制作）、2016年10月 - 2017年4月は『ミスDJリクエストパレード〜8116サタデーアップ!』（文化放送制作）、2017年4月 - 2023年9月は『ロンドンブーツ1号2号 田村淳のNewsCLUB』（同）をネットしていた。
2013年4月開催までは『サタデー・サンデーリクエストジャンボリー』を、その後2016年11月開催までは、各中継局では「ZumZumサタデー」（土曜、2014年4月 - ）、『手塚とナッコのSunday“卵→KING“』（日曜、通常13:00までの放送枠を拡大）をそれぞれ放送していた。

## イレギュラー放送
- ふくしま駅伝が行われる11月第3日曜日は、福島本局を含め全放送局で通常よりも30分遅くスタートし、13:30 - 16:25の放送とする。

- ラジオ・チャリティ・ミュージックソンが放送される12月24日が日曜日の場合、有馬記念の前後の時間帯のみラジオNIKKEIからネット受けする。

- 2011年（平成23年）の福島競馬場での開催は、東日本大震災被災のため取りやめとなった。そのため当該枠の中継は基本的に関東主場（6・7月は中山、10-11月は東京競馬の中継。なお4月開催の期間中は東日本地区の競馬自体が中止であったので、この期間は本来前半部2時間は「サタデー・サンデーリクエストジャンボリー」を送る各放送支局を含め、震災関係の生活情報を提供していた）のレース中継に振り替えられ、ラジオNIKKEIからネットを受けた。

- 福島県沖地震のため2021年4月10日～5月2日開催予定分の2021年度第1回福島競馬が新潟競馬場で代替されたが、この時も当該枠は関東主場（4月18日まで中山、4月24日以後東京）のレース中継に振り替えられ、ラジオNIKKEIからネットを受けた。

- 同様に福島県沖地震が起きた2022年も、4月8日と4月9日が開催中止となり、その週は中山開催をラジオNIKKEIからネット受けをし、以後1週ずつ順延されたため、5月6日と5月7日にも放送された。

## 関連番組
「福島競馬レース展望」（福島競馬非開催時は「中央競馬レース展望」）が、2010年まで土曜 10:15 - 10:35、日曜 8:40 - 9:00に放送されていた。司会のラジオ福島アナウンサーと福島民報記者の高橋利明が出演し、当日の特別競走の展望や週内に起きた競馬ニュースを伝えていた。